# Hadroibidion
Hadroibidion is een kevergeslacht uit de familie van de boktorren (Cerambycidae). De wetenschappelijke naam van het geslacht werd voor het eerst geldig gepubliceerd in 1967 door Martins.

## Soorten
Hadroibidion omvat de volgende soorten:
- Hadroibidion nanum (Gounelle, 1911)
- Hadroibidion pullum (Martins, 1962)
- Hadroibidion vulgare Martins & Napp, 1986